# 3799 Novgorod
3799 Novgorod (1979 SL9) là một tiểu hành tinh vành đai chính được phát hiện ngày 22 tháng 9 năm 1979 bởi N. Chernykh ở Nauchnyj.
Nó được đặt theo tên the one time Nga capital, Veliky Novgorod